# 김상원 (작가)
김상원은 대한민국의 텔레비전 드라마 작가이다. 

## 드라마
- 2024년 tvN & TVING 월화 미니시리즈 《좋거나 나쁜 동재》 ... 공동집필